# Ressort de torsió
Un ressort de torsió és un ressort que treballa a torsió o girant, això és, mitjançant l'elasticitat és capaç d'emmagatzemar energia mecànica quan es gira i pot tornar quan s'allibera en forma de gir. La quantitat de força que allibera és proporcional a la quantitat total en què es gira. N'hi ha de dos tipus: Un és la barra de torsió, que és una barra recta i rígida de metall o goma que es gira absorbint la força mitjançant tensió tallant al voltant de l'eix en exercir un esforç de torsió en un dels extrems. D'aquest tipus en deriva un altre de més delicat anomenat fibra de torsió, que consisteix en una fibra de vidre, quars fos o seda en tensió, que es retorça sobre el seu eix i es fa servir en aparells sensibles. L'altre tipus és el ressort helicoïdal de torsió, que està format per un fil metàl·lic o de cable enrotllat en forma d'hèlix sobre el qual s'exerceixen moments flectors als extrems. Encara que l'hèlix completa es pugui considerar com un cargol sotmès a torsió, en realitat el fil no està sotmès a torsió, de manera que la terminologia pot resultar confusa.

## Coeficient de torsió
Mentre el ressort no arribi al seu límit elàstic, el ressort de torsió ha d'obeir la forma angular de la llei de Hooke: 
{\displaystyle \tau =-\kappa \theta \,}
en què {\displaystyle \tau \,}(tau) és l'esforç de torsió exercit pel ressort en newton-metres, i {\displaystyle \theta \,} (theta) és l'angle de gir des de la posició d'equilibri en radians. {\displaystyle \kappa \,} (kappa) és una constant amb unitats de newton-metros/radians, anomenada coeficient de torsió, mòdul elàstic de torsió, ràtio o, simplement, constant elàstica de la molla, igual a l'esforç de torsió requerit per girar el ressort un angle d'1 radiant. Aquest coeficient és anàleg al coeficient elàstic lineal. El signe negatiu indica que la direcció del ressort és contrària a la direcció del gir.
L'energia U, en joules, emmagatzemada al ressort de torsió és:
{\displaystyle U={\frac {1}{2}}\kappa \theta ^{2}}

## Usos
Alguns exemples familiars de l'ús de ressorts de torsió són les agulles d'estendre i les trampes per a ratolins tradicionals. Altres usos menys coneguts són els mecanismes de contrapès a les portes de garatge, o en els mecanismes d'obertura de maleters de cotxes. Alguns petits ressorts s'usen en equips electrònics com tapadores de càmeres digitals o reproductors de CD. Altres usos més específics són:
- La barra de suspensió de torsió, que s'ha utilitzat en la suspensió de vehicles des del 1934 en el Citroën Traction Avant. El Volkswagen Escarabat o el Porsche 911 en són els exemples més populars, però també s'han fet servir àmpliament en vehicles armats des de la Segona Guerra Mundial i, actualment, és comuna en els vehicles tot camí.
- La barra estabilitzadora usada en els sistemes de suspensió de vehicles també utilitza el principi del ressort de torsió.
- El pèndol de torsió usat en el rellotge de pèndol de torsió està format per un pes suspès amb forma de roda unit a un cable mitjançant un ressort de torsió. El pes gira en rotació al voltant de l'eix del ressort i el fa girar, en comptes de pendular com un pèndol ordinari. La força del ressort reverteix la direcció de rotació, de manera que la roda oscil·la cap a un costat i un altre, i així dirigeix els mecanismes del rellotge.
- La catapulta de torsió o manganell és un enginy de setge medieval inventat a la Grècia Antiga. Es basa en la torsió d'un ressort mitjançant cordes enrotllades que aconsegueixen propulsar el braç de la catapulta llançant projectils amb una gran força.
- El ressort regulador és un ressort usat en rellotges que es basa en el principi del ressort de torsió.

## Balança de torsió
La balança de torsió, també anomenada pèndol de torsió, és un aparell científic per mesurar forces molt febles. Es creu que el disseny és de Charles-Augustin de Coulomb, que el va inventar el 1777, tot i que John Michell en va dissenyar un d'anterior independentment el 1783.

## Oscil·ladors harmònics torsionals
Els pèndols, les rodes i els ressorts de torsió són exemples d'oscil·ladors harmònics de torsió que poden oscil·lar amb un gir rotacional al voltant del seu eix de torsió, en sentit horari o antihorari. El seu comportament és anàleg als oscil·ladors translacionals amb ressort-massa. L'equació general del moviment és:
{\displaystyle I{\frac {d^{2}\theta }{dt^{2}}}+C{\frac {d\theta }{dt}}+\kappa \theta =\tau (t)}
Si l'amortiment és petit, {\displaystyle C\ ll\ sqrt{\ frac{\ kappa}{I}}\,}, que és el cas dels pèndols de torsió i les rodes de torsió, la freqüència de vibració és molt propera a la ressonància mecànica del sistema:
{\displaystyle f_{n}={\frac {\omega _{n}}{2\pi }}={\frac {1}{2\pi }}{\sqrt {\frac {\kappa }{I}}}\,}
La solució general en aquest cas en què no hi ha forces conductores ({\displaystyle \ tau=0\,}), anomenada solució transitòria, és:
{\displaystyle \theta =Ae^{-\alpha t}\cos {(\omega t+\phi )}\,}
en què:
{\displaystyle \alpha =C/2I\,}
{\displaystyle \omega ={\sqrt {\omega _{n}^{2}-\alpha ^{2}}}={\sqrt {\kappa /I-(C/2I)^{2}}}\,}